# SMALL & Skif
SMALL & Skif — сеть супермаркетов в Казахстане.
На 2021 г. в сети насчитывается более 100 магазинов в 16 городах Казахстана: супермаркеты, магазины у дома, магазины напитков и оптомаркеты.
Компания входит в ТОП 50 частных компании Казахстана на январь 2018 года.
Первый магазин был открыт в 1999 году в городе Алматы.

## Собственники и руководство[1]
Генеральный директор: Демид Самошкин

## Факты о компании[2]
- Более 100 супермаркетов в 16 городах Казахстана: Алматы, Астана, Тараз, Кызылорда, Талдыкорган, Семей, Костанай, Степногорск, Экибастуз, Конаев, Талгар, Павлодар, Аксу, Кокшетау, Караганда, Каскелен.
- 94 магазина работают под брендом SMALL, 8 магазинов - под брендом Skif.
- Общая торговая площадь супермаркетов 110.000м2
- Более 4,5 млн посетителей в месяц.
- Около 35 000 наименовании товаров в ассортименте.
- Более 1300 поставщиков.
- 9 000 сотрудников.
- 18 складов и распределительных центров
- Более 250 единиц автотранспортных средств.

## Ассортимент и собственное производство[3]
В ассортименте сети насчитывается около 35 тысяч наименований товаров: продукты питания, бытовая химия, одежда, non-food.
Сеть развивает собственное производство. В больших супермаркетах производство осуществляется на базе магазина, в остальные магазины товары развозятся с региональных фабрик-кухонь. Все кондитерские изделия производятся силами SMALL.
Собственные торговые марки: «Еркеш», «Бопеш» и «Выгодно». Под брендом «Выгодно» выпускаются рис, салфетки, сахар, бумага, вода, стиральные порошки. Товары под торговой маркой «Выгодно» относятся к среднему ценовому сегменту.

## Стратегия и планы развития[4]
- Основной ориентир развития сети: развивать формат супермаркетов (площадь 500-1500кв.м.).
- Ставка на прямые контракты с производителями и развитие собственного импорта. На 2020 г. доля собственного импорта составляет порядка 10%.
- Минимизация контрактов с дистрибьюторами.
- Ориентир на расширения ассортимента и способность варьировать его с учетом особенностей спроса в регионах.
- Жесткий аудит при выборе локаций для новых магазинов и оптимизация затрат на магазины.
- Развитие и расширение собственной производства под торговой маркой SMALL food.
- В планах сети развивать формат жестких дискаунтеров — сеть Skif. На 2021 г. бренд Skif насчитывает 8 торговых точек и предлагает покупателю ограниченный ассортимент товара (категория А), с возможностью осуществлять мелкооптовую покупку.